# Oelde
Oelde – miasto w Niemczech, położone w kraju związkowym Nadrenia Północna-Westfalia, w rejencji Münster, w powiecie Warendorf. W 2010 roku liczyło 29 276 mieszkańców.

## Współpraca Międzynarodowa
Miejscowość partnerska:
- Niska